# Seks-simbol
Seks-simbol je naziv za poznatu osobu ili izmišljeni lik koji je općenito smatran veoma seksualno privlačnim.

## Povijest
Termin "seks-simbol" (engl. "sex symbol") prvi je puta korišten sredinom 1950-ih godina vezano uz popularnost nekih filmskih zvijezda i pin-up modela, kao što su Marilyn Monroe, Brigitte Bardot i Raquel Welch. Ovaj koncept odraz je veće seksualne i ekonomske emancipacije žena nakon Drugog svjetskog rata.
U 20. stoljeću seks-simboli mogli su biti i muškarci i žene: glumci Sessue Hayakawa i Douglas Fairbanks bili su popularni 1910-ih i 1920-ih godina. Smrt talijanskog glumca Rudolpha Valentina 1926. godine izazvala je masovnu histeriju među njegovim obožavateljima. Mnogi su holivudski glumci smatrani seks-simbolima; npr. Errol Flynn, Gary Cooper i Clark Gable. Imidž tzv. "zločestog dečka" utjelovljen je u mnogim poznatim glumcima, kao što su James Dean i Marlon Brando. U svojoj posmrtnici Elvisu Presleyju, Lester Bangs naveo je da je Elvis "čovjek koji je uveo otvorenu, besramnu, vulgarnu seksualnu pomamu u popularnu umjetnost u Americi" kroz svoje sugestivne plesne pokrete.

## Fiktivni seks-simboli
Rotten Tomatoes navodi da je Betty Boop, crtani lik iz 1930-ih, "prvi i najpoznatiji seks-simbol na animiranom ekranu". Jessica Rabbit iz filma Tko je smjestio zeki Rogeru i Toot Braunstein iz televizijske serije Drawn Together također su smatrane seks-simbolima.
Likovi koji su smatrani seks-simbolima pojavili su se i u videoigrama (npr. Lara Croft, Rayne i Nina Williams). Rayne, protagonistica videoigara BloodRayne, prvi je lik iz videoigre koji se pojavio u Playboyu.